# جيم إنغبرتسن
جيم إنغبرتسن (بالإنجليزية: Jim Engebretsen)‏ هو قسيس أمريكي، ولد في 1955 في أيداهو فولز في الولايات المتحدة.